# モルヒネ
モルヒネ（莫児比涅、蘭: morfine、英: morphine、英語発音: [ˈmɔːrfiːn]）は、ベンジルイソキノリン型アルカロイドの一種で、チロシンから生合成されるオピオイド系の化合物である。ケシを原料とする。脳内や脊髄に作用し、痛みを脳に伝える神経の活動を抑制し、鎮痛作用を示す。
きわめて強力な鎮痛作用を持ち、日本では薬機法に定められた、重要な処方箋医薬品である。とくに持続する疼痛である鈍痛に効果が高く、一般的な鎮痛薬が効きにくい内臓痛をはじめ、各種がん性疼痛や手術後の術後痛にも適応する。有効限界がないのも特徴で、より強い痛みに対しては用量を増やすことによる対応が可能である。
その一方で強い中毒性・常習性を持つため、毒薬（薬機法）・麻薬（麻向法）として規制されている。

## 医療用途
医療用途においては、麻薬施用者免許を取得した医師・歯科医師・獣医師の処方で、手術によって起こる痛みを止めるための麻酔や、癌性疼痛、神経障害性疼痛や外傷による強い慢性疼痛、各種の疾病による疼痛に対して、痛みを緩和する目的で使用される。「モルフィン」、「モヒ」とも呼ぶ。薬剤の剤形としては錠剤、散剤、液剤、坐剤、注射剤があり、それぞれ実情に応じて使用される。味は苦い。同種のコデインは麻薬施用者免許のない医師等でも処方でき、咳止めとして普通に処方される。また、風邪を引いた際に飲む市販の咳止めにも含まれるので、多数の国民に服用経験があると考えられる。慢性疼痛患者に投与する場合、その患者に対してどういった鎮痛薬を用いるのが適切かを確かめるために、医師等は「ドラッグチャレンジテスト」を実施することがある。これは、麻薬であるオピオイドを含む各種の鎮痛薬を患者には、どの医薬品を使用しているか知らせずに投与し、患者自身による痛みの評価尺度であるVASやNRSなどを参考にしながら適切な薬品の種類を決める方法である。この結果モルヒネが効く場合にはじめてモルヒネの処方を開始し、VASやNRSなどに応じて最適な用量を決定していく。

## 作用機序
モルヒネはδ、κ、μのいずれのオピオイド受容体にも親和性を持つが、主に中枢神経系（CNS）と末梢神経系（PNS）内にあるμオピオイド受容体に結合することによって鎮痛効果を発揮する。 モルヒネがオピオイド受容体（またはモルヒネ様受容体）に結合することによってCNSの下行性疼痛抑制系（ = セロトニンやドーパミンなど痛みを抑える信号の回路）の活性化および、電位刺激によって開かれたカルシウムイオンチャンネルに作用してカルシウムイオンの侵入をブロックすることで、それを必要とするシナプス内の酵素がシナプス小胞を活性化させずグルタミン酸や神経ペプチドであるサブスタンスPといった神経伝達物質の生成や放出を阻害すると考えられている。注射や内服など全身投与の場合、脳または脳幹部に存在するオピオイド受容体による間接的な抑制作用が主体であるが、硬膜外腔あるいは脊髄クモ膜下腔への注入は脊髄後角にあるオピオイド受容体に直接作用していると考えられている。
モルヒネをはじめとするオピオイド鎮痛薬を使用した場合、具体的な割合は調査によってばらつきがあるものの比較的高い頻度で便秘が見られるが、この背景にはオピオイドが腸管にあるオピオイドμ受容体に作用して腸内の蠕動運動を抑制しているためだと長らく考えられてきた。しかし、近年では大腸に内在するタンパク質の一種であるアクアポリン3の発現増加に伴い水分の吸収が促進されることも便秘の一因であると示唆する研究がある。

## 代謝
経口投与されたモルヒネは胃腸管から吸収されると主に肝臓で代謝され、約44-55％がモルヒネ-3-グルクロニド（M3G）に、約9-10％は強力な鎮静・鎮痛作用を持つモルヒネ-6-グルクロニド（M6G）に変換される。なお、M6Gは投与経路を問わず鎮痛効果に大きく寄与する一方で、M3Gはオピオイド受容体への親和性が低く鎮痛作用はないがTLR4受容体との相互作用によってオピオイド誘発性痛覚過敏（オピオイド投与による痛みの感受性増加）など副作用の原因となる。つまり、モルヒネを使用した際の鎮痛効果や多幸感は、主にモルヒネ・モルヒネの代謝物であるM6G・それらの媒介となるオピオイド受容体、この３つの相互作用によるものである。

## 副作用
モルヒネの副作用には、薬物依存性、耐性のほか、悪心嘔吐、血圧低下、便秘、眠気、呼吸抑制がある。便秘の発現が48–90%、悪心嘔吐は40–50%の症例でみられる。眠気はモルヒネ投与開始から7日の間で頻繁にみられ、時間経過と共に改善することがほとんどである。
多くの場合、M3GとM6Gは腎臓から排泄される。腎機能障害を有する患者にモルヒネを使用すると、これらが蓄積するために腎機能障害患者へのモルヒネは非推奨であり、とりわけ高度な腎機能障害を有する患者に対しては使用すべきではない。また、ブプレノルフィンはμオピオイド受容体に対する親和性がモルヒネよりも強いため、ブプレノルフィンを投与した場合には、モルヒネとブプレノルフィンの間でμオピオイド受容体への結合が競合するので総合的に鎮痛効果が弱まる可能性がある。

## 毒性
毒としてみた場合、非常に強い塩酸モルヒネを例にとると、ヒト（経口）のLD50：120-500mg/kgである。マウス皮下注 (LD50)：456mg/kg、マウス静注 (LD50)：258 mg/kg。乳児・ 小児では感受性が高い。数量にすると、ヒトに対し6-25gであり、数分から2時間程度で死亡する。

## 法的分類
国際的には、麻薬に関する単一条約の、スケジュールIに指定されている。
- 日本において、モルヒネは麻薬及び向精神薬取締法において麻薬に指定されている。
- イギリスにおいて、モルヒネは「1971年薬物誤用法」 (Misuse of Drugs Act 1971) の、クラスA薬物に分類されている。
- アメリカ合衆国において、モルヒネは規制物質法の、スケジュールII薬物に分類されている。
- オーストラリアにおいて、モルヒネは医薬品法 (Therapeutic Goods Act 1989) の、スケジュール8薬物として分類されている。

## 歴史
1804年、ドイツの薬剤師フリードリヒ・ゼルチュルナーによって初めて分離された（この物質は、史上初めて薬用植物から分離されたアルカロイドとなった）。ゼルチュルナーは、この薬が「夢のように痛みを取り除いてくれる」ということから、ギリシア神話に登場する、ケシの花に囲まれて眠るという夢の神モルペウス (Morpheus) にちなんでモルフィウム (morphium) と名づけ、効用の研究・宣伝に当たった。
1805年には鎮静催眠薬として精神医学にも導入された。
しかし、1853年の皮下注射針の開発までは、モルヒネは普及しなかった。鎮痛のために用いられ、また、アヘンやアルコールの中毒（依存症）の治療として用いられた。南北戦争ではモルヒネは広く使用され、軍人病（モルヒネ依存症）による40万人を超える被害者を生み出した。また普仏戦争において、同様のことが西欧で起こった。
自身も中毒者であったジョン・ペンバートンは対策としてコカ・コーラを開発した。
モルヒネの依存症を克服する目的で、モルヒネを原料とするヘロインが1898年に発売された。